# André Kertész
André Kertész (výslovnost [kertés]), narozený Kertész Andor (2. července 1894 Budapešť – 28. září 1985 New York), byl fotograf židovsko-maďarského původu, který působil ve Francii a později také ve Spojených státech amerických. Byl inovátorem fotografické kompozice a průkopníkem fotoeseje. Tvořil také reportáže a sociálně laděné snímky a působil i jako válečný fotograf. Už na počátku své dlouhé kariéry používal neortodoxní úhly záběru a nedělal kompromisy ve fotografickém stylu, což tehdy zabránilo tomu, aby prorazil. Ani na sklonku života necítil celosvětové uznání, které by si podle sebe zasloužil. Dnes je uznáván jako jeden z průkopníků fotožurnalismu, ba fotografického umění jako celku.
Kertész se měl stát obchodníkem s cennými papíry a ve fotografii byl samouk. Většinu svého raného díla uveřejňoval v časopisech, v čemž pokračoval až do šedesátých let 20. století. Krátce bojoval v první světové válce, již zároveň fotografoval, a byl na bojišti vážně zraněn. Roku 1925 se proti vůli své rodiny odstěhoval do Paříže, v jejímž tavicím kotli stylů zahraničních tvůrců i domácích dadaistů se umělecky obohatil a dosáhl komerčního úspěchu i uznání kritiků. Bezprostřední hrozba druhé světové války jej donutila opět emigrovat, tentokrát do Spojených států. V USA si svůj věhlas musel vybudovat znovu a pracoval na zakázky. Měl roztržky s několika redaktory, o kterých si myslel, že nechtějí uznat jeho práci. Ve čtyřicátých letech 20. století začal organizovat vlastní výstavy a získával mezinárodní renomé.
S fotografickým přístrojem rád experimentoval, významným prvkem jeho tvorby bylo používání moderních výrazových prostředků jako například nadhled, podhled, natočení kamery nebo detail. Některé soubory vytvářel ve výtvarném pojetí, jiné spojoval s různými poetickými souvislostmi. Jeho životní dráha se dělí na čtyři časová období: maďarské, francouzské, americké a na sklonku jeho života období mezinárodní.

## Život

### Mládí
Andor Kertész se narodil v Budapešti do středostavovské židovské rodiny; později roku 1925, když odjel do Paříže, si změnil křestní jméno na André. Jeho otec Lipót Kertész obchodoval s knihami, jeho matka se jmenovala Ernesztin Hoffmannová. Andor, přáteli přezdívaný „Bandi“, byl prostřední ze tří synů. Když Lipót Kertész v roce 1908 zemřel na tuberkulózu, zůstala ovdovělá Ernesztina bez zdroje příjmů na péči o syny Andora, Imre a Jenőa. Naštěstí Ernesztinin bratr Lipót Hoffmann se o zabezpečení rodiny postaral a dětem nahradil otce. Rodina se brzy přestěhovala do Hoffmannovy venkovské usedlosti ve Szigetbecse, kde Andor Kertész zažil poklidné životní tempo a venkovský způsob života, což později mohlo ovlivnit jeho profesní dráhu.

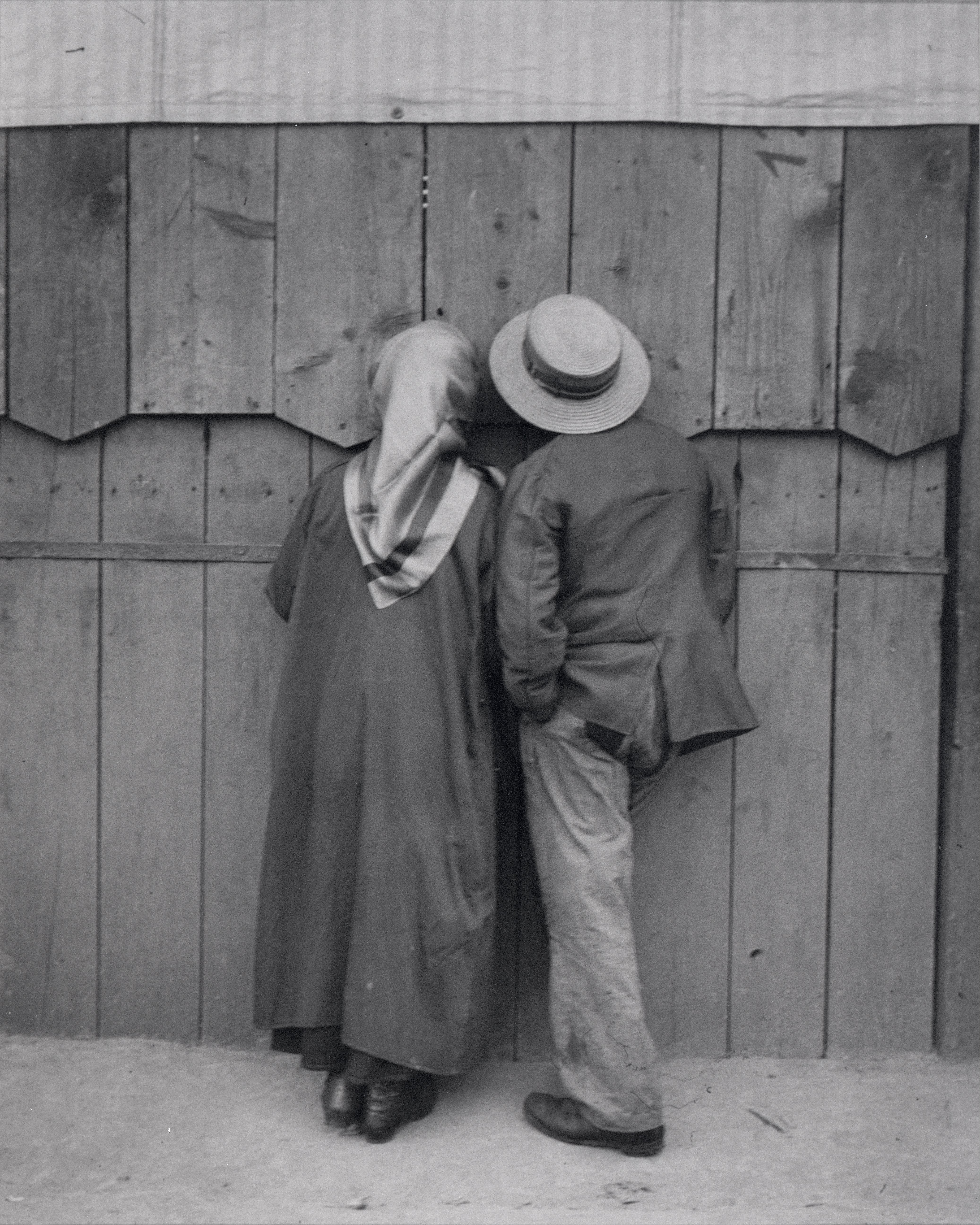
André Kertész: Cirkus, Budapešť, 19. května 1920

Lipót Hoffmann hradil Andorovo studium na obchodní akademii až do absolutoria roku 1912 a krátce nato mu opatřil místo na burze. Avšak na rozdíl od svého bratra Imreho, který na burze v Budapešti pracoval až do smrti v roce 1957, neměl Andor o obchodování s cennými papíry zájem. Místo toho ho přitahovaly ilustrované časopisy, rybolov a koupání v Dunaji, tekoucím poblíž strýcova domu. Kertészova první setkání s časopiseckou fotografií ho přiměla, aby začal snít o dráze fotografa. Vliv na něj měly také obrazy Lajose Tihanyiho a Zilzera Gyuly a také poezie.

### Maďarské období

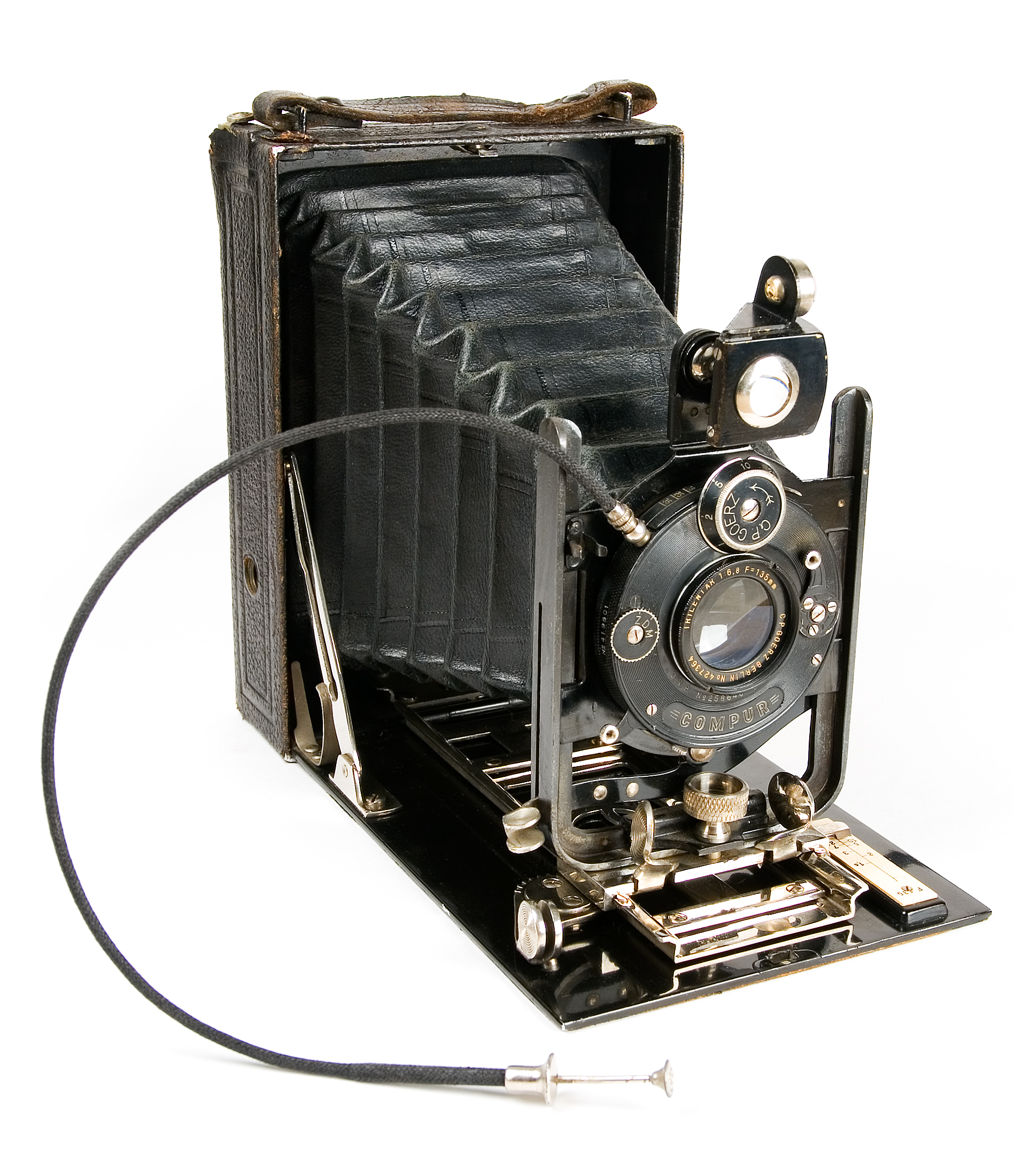
C. P. Goerz Taro-Tenax 9x12

Přes protesty rodiny, která chtěla, aby pokračoval ve své obchodní kariéře, si Kertész koupil svůj první fotoaparát v roce 1912, jakmile nastřádal dost peněz. Byla to německá skříňová kamera ICA. Ve volném čase začal fotografovat místní rolníky, cikány a krajinu maďarských plání. Jeho nejstarší dochovanou fotografií je pravděpodobně „Spící chlapec“, vytvořený v Budapešti roku 1912. Kertészovy fotografie byly poprvé zveřejněny až roku 1917, kdy sloužil v rakousko-uherské armádě; otiskl je časopis Érdekes Újság. Kertész byl samouk, ale jeho svérázný vyzrálý styl je patrný již na raných fotografiích, například na snímku „Evžen“ z roku 1914.
Ve stáří dvaceti let, v roce 1914, byl Kertész poslán na frontu, kde dokumentoval život v zákopech lehkým sklopným měchovým fotoaparátem Goerz Tenax, vhodným pro náročné bojové podmínky. Většina z těchto fotografií však byla zničena během Maďarské revoluce v roce 1919. Kertész byl v roce 1915 raněn ruskou kulkou jen několik centimetrů pod srdcem a jeho pravá ruka dočasně ochrnula. Byl převezen do vojenské nemocnice v Budapešti a později do Ostřihomi, kde i nadále fotografoval. Pořídil zde mimo jiné autoportrét do soutěže časopisu Borsszem Jankó. Jeho patrně nejslavnější snímek z tohoto období je „Podvodní plavec“, Ostřihom 1917, jediná dochovaná fotografie ze série zobrazující plavce, jehož obraz je deformován vodou. Tato fotografie u Kertésze zažehla zájem o deformace obrazové, což vedlo ke vzniku série fotografií „Deformace“ počátkem třicátých let.
Kertész se již na frontu nedostal a přestože svůj volný čas i nadále věnoval fotografování, vrátil se po skončení války v roce 1918 zdráhavě na burzu. Tam se seznámil s kolegyní a budoucí manželkou Erzsebet Salomonovou (která později změnila jméno na Elizabeth Saly) a začal se ucházet o její ruku. Během tohoto období i po zbytek života stála Elizabeth Kertészovi modelem. V té době pořídil také celou řadu portrétních fotografií svého bratra Jenőa. Pro nespokojenost s prací na burze Kertész své místo opustil a počátkem 20. let se věnoval zemědělství a včelaření. Tuto epizodu však brzy ukončila revoluce a krátkodobý nástup komunismu. Kertész se vrátil na burzu a nakonec se rozhodl úplně opustit Maďarsko, jednak aby unikl svému dosavadnímu způsobu života a také aby se seznámil s pařížským stylem umělecké fotografie. Matka jej však přesvědčila, aby od svého záměru emigrovat ustoupil, a tak Kertész ještě několik let setrval ve vlasti a fotografii se věnoval jen ve volném čase.
V roce 1923 mu chtělo udělit Maďarské sdružení amatérských fotografů stříbrnou medaili za jednu z jeho fotografii. Mělo však podmínku, že ji uveřejní brom-olejovým tiskem, což je ušlechtilý tisk s měkkým podáním odstínů, velmi populární v první polovině dvacátého století. Kertész však tuto podmínku nepřijal a medaili odmítl. Jednu z prvních finančních odměn dostal, když jeho fotografii použil maďarský zpravodajský časopis Érdekes Újság na obálce vydání z 26. června 1925. Časopis již předtím zveřejnil jinou jeho fotografii ve 25. března 1917, ale tentokrát to bylo poprvé, co byla Kertészova fotografie umístěna na obálce. V té době se již pevně rozhodl odjet fotografovat do Paříže.

### Francouzské období

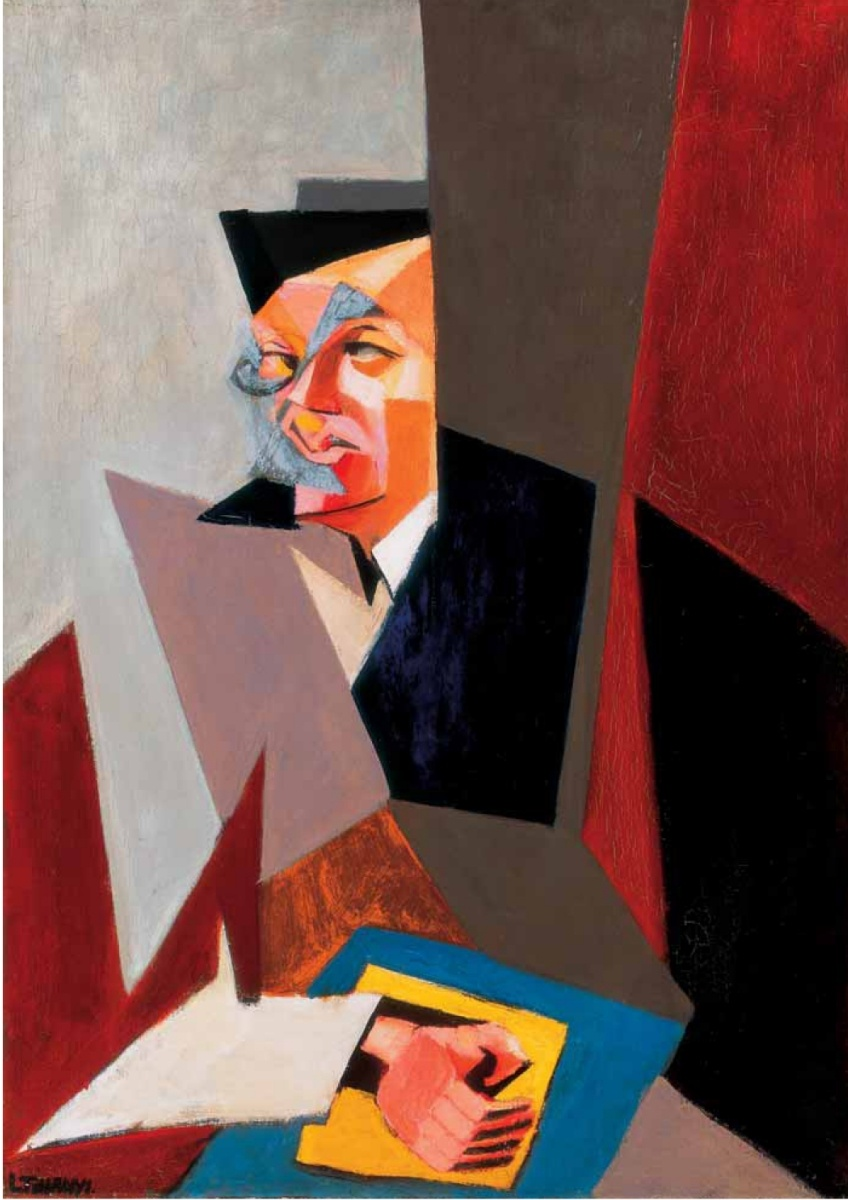
Avantgardní portrét Tristana Tzary od Lajose Tihanyiho (1927), který Kertésze v jeho tvorbě ovlivnil

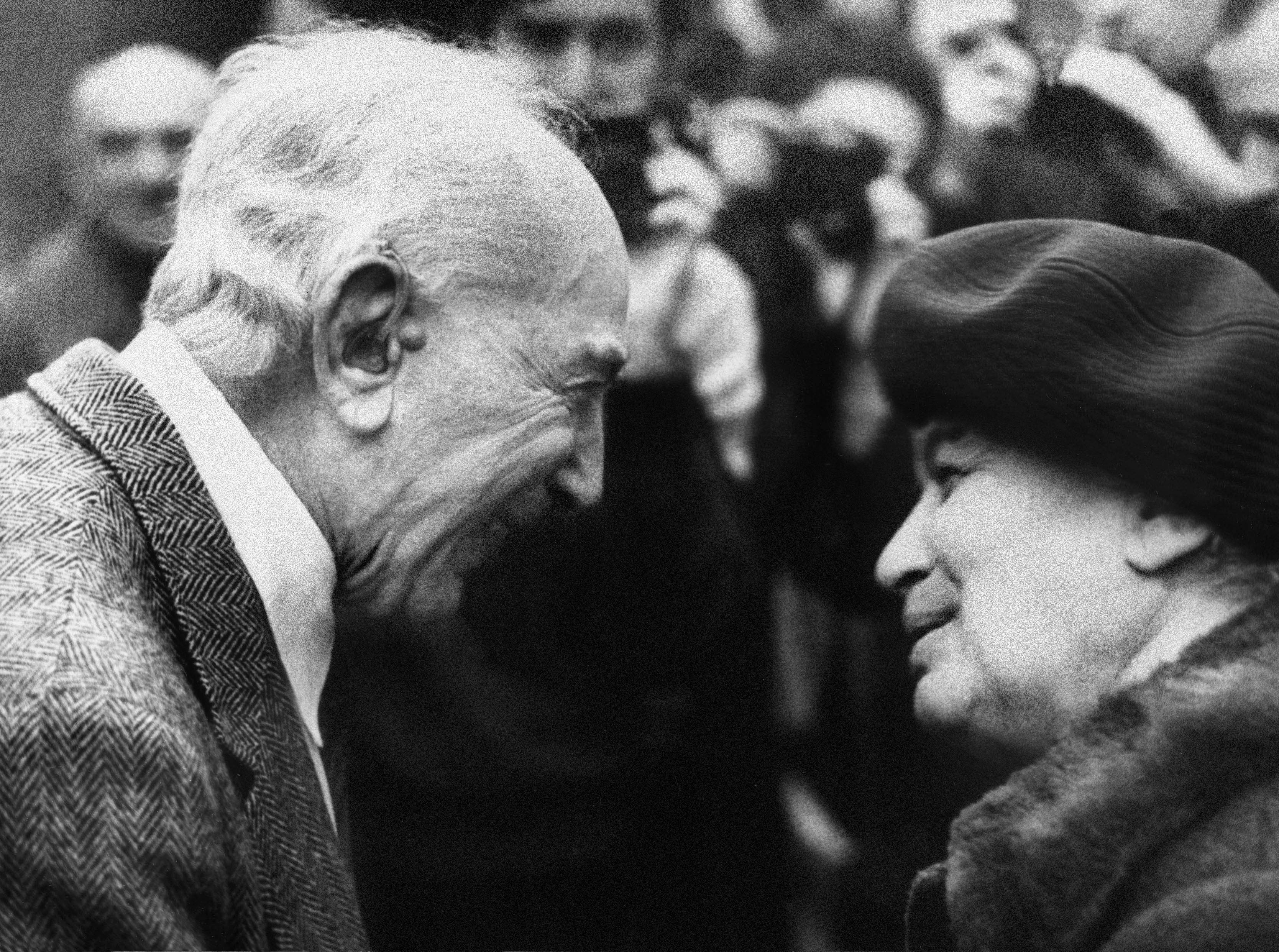
André Kertész během výstavy v Budapešti při rozhovoru s neznámou ženou, 1984

Kertész emigroval proti přání své matky do Paříže v září 1925. Opustil nejen ji, ale také své dva bratry, Elizabethu i svého strýce Lipóta Hoffmanna, který krátce poté zemřel. Také Jenő opustil Maďarsko a odjel do Argentiny, ale Elizabeth zůstala až do té doby, než se její budoucí manžel v Paříži etabluje aby mohli žít spolu. Kertész se stal jedním z mnoha maďarských umělců, kteří opustili Rakousko-Uhersko, jako například další fotografové François Kollar, Robert Capa, Emeric Fehér nebo Brassaï. Nebyl sám, kdo emigroval do Paříže: Man Ray, Germaine Krull (německá fotografka, která se rovněž podílela na výstavách spolu s Kertészem) a Lucien Aigner – ti všichni emigrovali ve stejném období. V Paříži se Kertész setkal s kritickým a komerčním úspěchem. Publikoval své práce v celé řadě časopisů, pro které pracoval na objednávku po celé Evropě – Německu, Francii, Itálii a Velké Británii. Kertész byl prvním fotografem, který měl v Paříži samostatnou výstavu, když Jan Slivinsky v roce 1927 vystavil 30 jeho fotografií v galerii Sacre du Printemps. Během dalších let Kertész uspořádal mnoho výstav samostatných i skupinových. Na jedné výstavě v Julien Levy Gallery v New Yorku v roce 1932 byla cena Kertészových autorských tisků stanovena na 20 amerických dolarů, což během tehdejší Velké hospodářské krize bylo poměrně hodně peněz.
Kertész si brzy po příjezdu do Paříže změnil své jméno na André, a to používal již po celý zbytek života. Během pobytu v Paříži kontaktoval a navštěvoval různé další maďarské fotografy a umělce a účastnil se společných výstav. V té době přilákal zejména ve Francii celou řadu umělců včetně fotografů dadaismus a Kertész se rychle seznámil s členy dadaistického hnutí. Navštěvoval také mnoho sochařů a obdivoval kubismus. Vytvořil tehdy řadu fotografických portrétů umělců, modelem mu stáli například malíři Piet Mondrian a Marc Chagall, spisovatelka Colette, filmař Sergej Ejzenštejn, básník Tristan Tzara a další. Mondrianovy geometrické kompozice v duchu hnutí De Stijl měly velký vliv na kompozici Kertészových pozdějších snímků. V roce 1928 Kertész přešel od deskové kamery na Leicu, která byla mnohem pohotovější. Období konce dvacátých let bylo patrně jedno z nejproduktivnějších. Kertész fotografoval každý den, řada z jeho děl byla publikována v časopisech, a pečlivě rozděloval svůj čas mezi práci na zakázku a uměleckou tvorbu. V roce 1930 byl Kertész oceněn stříbrnou medailí za služby fotografii na Koloniální výstavě v Paříži.
Kertész publikoval na obálkách francouzských časopisů jako byly Vu a Art et Médecine i zahraničních Magyar Fotográfia, Berliner Illustrirte Zeitung, Nationale de Fiorenza, Sourire, Uhu, The Times a Münchener Illustrierte Zeitung. Nejvýznamnější byla jeho spolupráce s redaktorem a vydavatelem časopisu Vu Lucienem Vogelem, který jeho snímky publikoval bez vysvětlujících textů a objednával u něj fotografie na různá témata. Kertész rád cestoval s fotoaparátem po Paříži a jejím okolí a fotografoval na zadaný námět. V roce 1933 dostal Kertész objednávku na jednu ze svých nejslavnějších fotografických sérií – „Deformace“: soubor asi 200 fotografií aktů dvou modelek (byly jimi Najinskay Verackhatz a Nadia Kasine) odrážejících se v zakřivených zrcadlech podobných těm v zrcadlovém bludišti na Petříně. V některých případech byly obrazy tak zkreslené, že bylo možné rozpoznat pouze končetiny nebo rysy obličeje. Několik fotografií z této řady se objevilo 2. března 1933 ve vydání takzvaného „dívčího časopisu“ Le Sourire a později 15. září 1933 ve vydání Arts et métiers graphiques. Tato kniha byla vydaná poprvé až v roce 1976 – Distortions,v New Yorku.[zdroj⁠?!]
Po své první knize fotografií Enfants vydané v roce 1933, kterou věnoval Elizabetě a také své matce, jež v tomtéž roce zemřela, následovala celá řada dalších knižních publikací. Jeho další kniha Paříž byla vydána v roce 1934 a věnoval ji svým bratrům Imrovi a Jenőovi. Kniha Nos Amies les bêtes („Naši kamarádi zvířata“) byla vydána v roce 1936 a Les Cathédrales du vin („Katedrály vína“) v roce 1937.
Aniž by o tom jeho rodina a také většina přátel věděli, oženil se Kertész na konci dvacátých let s francouzskou portrétní fotografkou Roszou Klein (užívající své umělecké jméno Rogi André). Manželství mělo krátké trvání a Kertész o něm až do své smrti nemluvil, aby to Elizabetě nezpůsobovalo bolest. V roce 1930 se odhodlal odjet do Maďarska navštívit svou rodinu. Po roce jej Elizabeth následovala zpět do Paříže i přes nevoli své rodiny. Od té doby se již Elizabeth a André od sebe neodloučili. I přesto, že Kertészova matka téhož roku umřela, byli spolu oddáni 17. června 1933.
V době, kdy se Kertész oženil, získávala v Německu moc Národně socialistická německá dělnická strana. To mnohé ilustrované časopisy vedlo k orientaci na politická témata, zatímco Kertészovy nepolitické práce přestaly být žádány. Od té chvíle Kertész dostával stále méně práce a s Elizabetiným souhlasem se rozhodl odstěhovat do New Yorku se záměrem pracovat pro agenturu Keystone, kterou vlastnil Ernie Prince. V roce 1936, pod hrozbou války a nedostatku práce, se Kertészovi nalodili na loď SS Washington a odpluli do Manhattanu.

### Americké období
Manželé Kertészovi dorazili do New Yorku 15. října 1936 a ubytovali se v hotelu Beaux Arts v Greenwich Village. Kertész doufal, že se v Americe prosadí a najde zde novou inspiraci. Život v Americe se však brzy ukázal být těžší, než si Kertész myslel, a tak začalo to, co později sám označil za „absolutní tragédii“. Ocitl se bez svých francouzských uměleckých přátel a ani lidé, které chtěl fotografovat, nebyli tak ochotní jako v Paříži. Krátce po příjezdu se Kertész seznámil s Beaumontem Newhallem, vedoucím fotografického oddělení Muzea moderního umění (MoMA), který tehdy připravoval výstavu s názvem Fotografie 1839–1937. Když mu však Kertész nabídl pro výstavu některé snímky ze souboru Deformace, Newhall je kritizoval a Kertész to velmi těžce nesl. Navzdory tomu Newhall některé fotografie vybral a vystavil je. Kertész uspořádal svou vlastní samostatnou výstavu v prosinci 1937 v Galerii PM.
Těžkou ranou pro Kertésze bylo, když agentura Keystone, která mu doposud zadávala fotoreportérskou práci v exteriéru, jej dosadila na pozici, při níž musel trávit celý den ve studiu. Kertész se pokoušel vrátit do Francie, ale neměl peníze, a když je konečně našetřil, vypukla druhá světová válka a znemožnila mu odcestovat do Francie. Jeho situaci ještě zhoršovaly potíže s angličtinou. S neschopností mluvit francouzsky se ve Francii vypořádat dokázal, ale v New Yorku, kde se cítil jako outsider, byla jazyková bariéra frustrující.
Poté, co v roce 1937 jeho nadřízený Ernie Prince odešel z agentury Keystone, začal si i Kertész hledat jinou práci. Dostal zakázku od časopisu Harper's Bazaar na fotografie pro reportáž o obchodním domě Saks Fifth Avenue do dubnového vydání 1937. Časopis pokračoval ve spolupráci i v dalších vydáních. Kertész pro zlepšení své finanční situace získával také zakázky z magazínu Town & Country. O spolupráci jej požádal také Vogue, tuto nabídku ale odmítl, jelikož se obával, že by nebyl schopen s nadšením fotografovat módní snímky v ateliéru. Namísto toho se rozhodl, že bude pracovat pro časopis Life počínaje sérií s názvem The Tugboat (Remorkér). Přes jasné zadání však fotografoval nejen remorkéry, ale navíc také celý přístav a dění v něm. Kvůli tomu Life odmítl fotografie zveřejnit a Kertész se opět těžce srovnával s tlakem zadavatelů a se situací v americké fotografii vůbec.
Dne 25. října 1938 vydání časopisu Look otisklo sérii fotografií s názvem A Fireman Goes to School (Hasič jde do školy), ale autorství bylo připsáno Ernie Princovi – Kertészovu bývalému šéfovi. Rozčilený Kertész zvažoval, že přestane s ilustrovanými časopisy spolupracovat. Přesto se několik jeho snímků objevilo v časopise Coronet; v roce 1939 však zvláštní vydání tohoto časopisu obsahovalo výběr doposud nejpamětihodnějších fotografií Coronetu a žádná z nich nebyla Kertészova. Přerušil poté veškeré vazby s časopisem a jeho editorem Arnoldem Gingrichem. Podobná situace se opakovala v červnu 1941, tentokrát ve vydání Vogue, který byl věnován fotografii na počest Condého Montrose Nasta, hlavy společnosti Condé Nast Publications. Navzdory tomu, že časopisy Vogue a House and Garden Kertészovi otiskly více než 30 fotoesejí a snímků, Kertész v seznamu fotografů vůbec nefiguroval. Protože měli s Elizabeth maďarské pasy, byli v témže roce označeni za „nepřátelské cizince“ a v důsledku války nebylo Kertészovi povoleno fotografovat v exteriéru ani pořizovat snímky čehokoli, co souviselo s národní bezpečností. Později mu byly také sejmuty otisky prstů. Kertész nechtěl mít potíže s policií i proto, že Elizabeth tehdy s maďarským přítelem a chemikem Frankem Tamasem založila kosmetickou společnost Cosmia Laboratories, a tak přestal přijímat objednávky a na tři roky zmizel ze světa fotografie.
Elizabeth se stala občankou USA 20. ledna 1944 a 3. února také její manžel. Navzdory tvrdé konkurenci dalších fotografů, jako byl například Irving Penn, se Kertész začal opět věnovat práci na zakázku. Přestože nebyl zahrnut do seznamu 63 nejdůležitějších fotografů tehdejší éry, uveřejněného magazínem Vogue, byl najat na práci pro vánoční vydání House and Garden, pro který již kdysi pracoval. V červnu 1944 mu László Moholy-Nagy, ředitel školy designu Nový Bauhaus, nabídl pozici lektora katedry fotografie. Pro Kertésze to byla čest, ale nabídku odmítl. Roku 1945 vydal knihu Day of Paris (Pařížský den), obsahující fotografie pořízené těsně před odjezdem z Francie, jež získala uznání kritiků. Roku 1946 Kertész přijal nabídku nového uměleckého ředitele House and Garden na exkluzivní dlouhodobou smlouvu. Přestože kontrakt omezoval jeho umělecký rozlet a nutil jej trávit mnoho hodin v ateliéru, příjem minimálně 10 000 amerických dolarů ročně a slib, že se mu do půl roku vrátí všechny negativy, byl pro Kertésze dostatečnou kompenzací.
Přestože kontrakt omezil tematický rozsah jeho tvorby, byl Kertész poslán do mnoha slavných domácností a míst, fotografoval v Anglii, Budapešti a také v Paříži. Během období 1945–1962 bylo v House and Garden zveřejněno více než 3000 jeho fotografií a Kertészova reputace reportéra vzrostla. Kertész však se jen velmi málo věnoval soukromé tvorbě a rostl v něm hlad po umělecké tvořivosti.

### Mezinárodní období

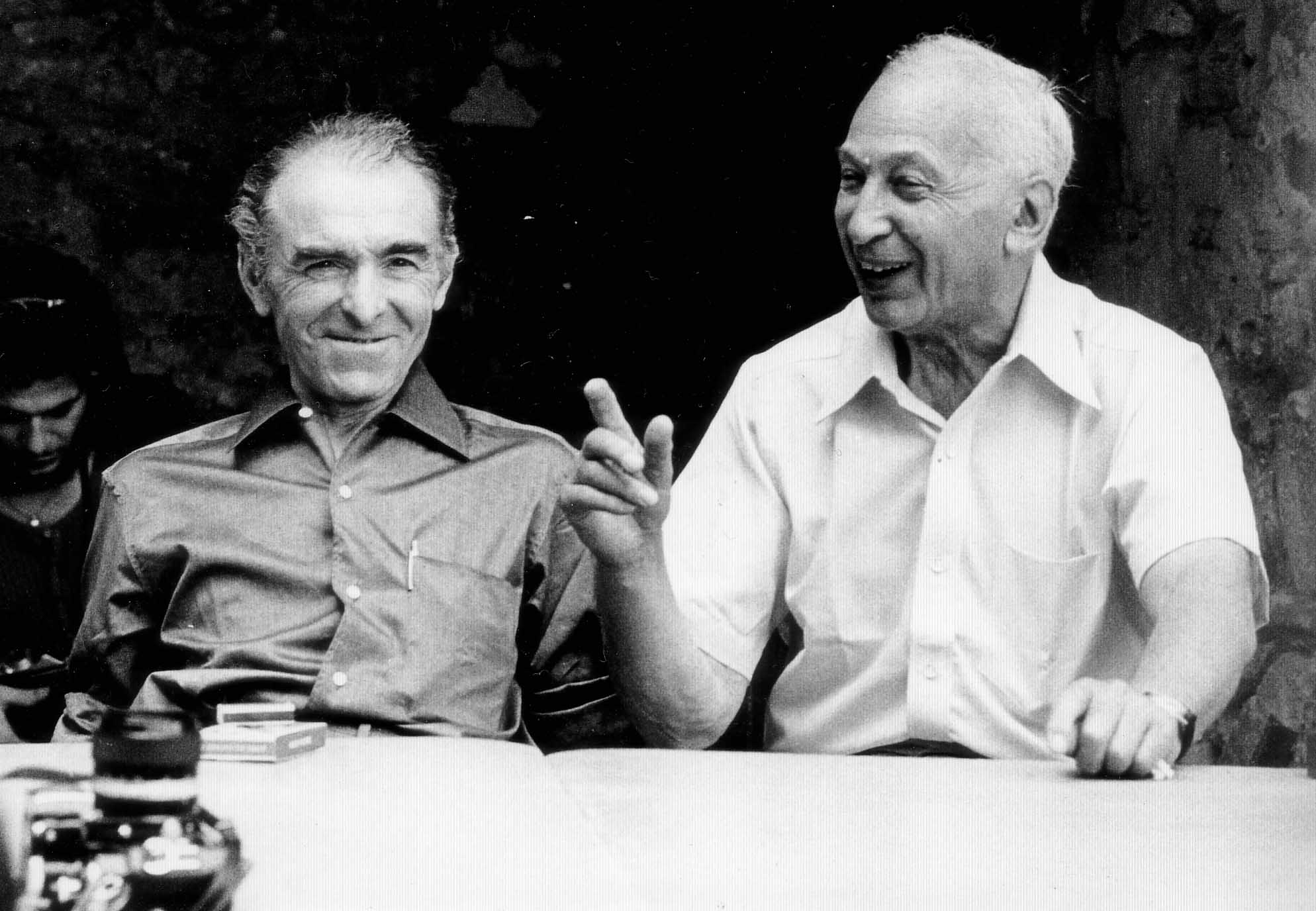
Kertész (vpravo) a Robert Doisneau na fotografickém festivalu v Arles, 1975

V roce 1946 Kertész zorganizoval samostatnou výstavu v Chicagském institutu umění, která se skládala hlavně z fotografií z cyklu Pařížský den. Sám Kertész tuto událost často označoval jako jeden ze svých největších okamžiků v Americe. Potom však veřejně nevystavoval až do roku 1962, kdy byly jeho snímky vystaveny pro veřejnost na univerzitě v Long Islandu. Toto období strávil prací pro časopis House and Garden. Byl však uražen tím, že se jeho díla neobjevila na slavné výstavě Lidská rodina Edwarda Steichena v Muzeu moderního umění v New Yorku roku 1955. Ke konci roku 1961 po drobném sporu zrušil kontrakt se společností Condé Nast Publishing a s pocitem osvobození se vrátil zpět na mezinárodní fotografickou scénu. Tato pozdní fáze jeho života bývá označována jako „mezinárodní období“, kdy se mu podařilo získat uznání na celém světě a uspořádat řadu výstav v mnoha zemích. Roku 1963 se objevil na výstavě IV Mostra Biennale Internazionale della Fotografia v Benátkách a již o rok dříve ve Francouzské národní knihovně v Paříži. Zlatá medaile za rozvoj fotografie z Benátek mu dala takový pocit uznání, jaký během práce v redakci House and Garden nikdy nepocítil. Později také navštívil Argentinu, aby viděl svého bratra Jenőa.
Během tohoto období Kertész experimentoval s barevnou fotografií, ale zhotovil pouze několik barevných snímků. (K barevné fotografii pořízené Polaroidem se pak ještě vrátil na přelomu sedmdesátých a osmdesátých let.) V roce 1964, nedlouho poté, co se John Szarkowski stal šéfem fotografického oddělení Muzea moderního umění, sám Szarkowski představil Kertésze samostatnou výstavou. Výstava byla kladně přijata kritikou a Kertész vešel ve známost jako důležitá osobnost fotografie, třebaže sám toto uznání stále nepovažoval za dostatečné.
Kertész a Elizabeth se v roce 1952 přestěhovali do bytu ve 12. patře poblíž parku Washington Square v New Yorku. Z tohoto místa Kertész nasnímal pravděpodobně nejlepší sérii fotografií od svého příchodu do Ameriky – teleobjektivem fotografoval zimní park se siluetami lidí a stopami ve sněhu.
V roce 1965, díky novému úspěchu, byl Kertész jmenován členem American Society of Media Photographers a v roce 1974 získal stipendium Guggenheimovy nadace. Jeho díla se v následujících letech objevovala na mnoha výstavách po celém světě. Kromě toho Kertész získal celou řadu ocenění: v roce 1974 byl jmenován důstojníkem francouzského Řádu umění a literatury, v roce 1977 získal Cenu starosty New Yorku za umění a kulturu (Mayor's Award of Honor for Arts and Culture), v roce 1980 Medaili města Paříže a v New Yorku první Výroční cenu mezinárodního sdružení obchodníků s fotografií (Annual Award of the Association of International Photography Art Dealers). V roce 1981 získal čestný doktorát výtvarného umění z Bard College v New Yorku a opět získal Cenu starosty New Yorku za umění a kulturu. Kertész v průběhu tohoto období vydal celou řadu nových knih a získal zpět některé negativy, které nechal ve Francii o několik desetiletí dříve.

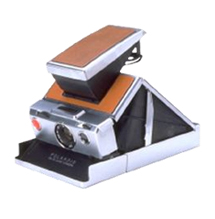
Model fotoaparátu Polaroid SX-70, podobný tomu, se kterým Kertész experimentoval v pozdních sedmdesátých a na začátku osmdesátých let

Poslední léta svého života strávil cestováním po různých místech světa, kde pořádal své výstavy, zejména v Japonsku, a rozvíjením vztahů s jinými umělci. Elizabeth zemřela v roce 1977 na rakovinu plic. Aby se Kertész se ztrátou vyrovnal, prohloubil vztahy s přáteli, které často navštěvoval i v pozdních hodinách. Tehdy se již naučil základům angličtiny, ale stále mluvil směsí maďarštiny, francouzštiny a angličtiny, které jeho blízcí říkali kertézština.
V roce 1979 mu firma Polaroid Corporation věnovala jeden ze svých nových modelů SX-70, se kterým experimentoval až do osmdesátých let. Těšil se stále rostoucí slávě; v roce 1982 mu byla udělena Státní velká cena za fotografii v Paříži a 21. výroční cena George Washingtona (21st Annual George Washington Award) Americko-maďarské nadace.
Jeho agentka Susan Harderová se zvláště zaměřila na to, aby se prosadilo uznání Kertészova přínosu fotografii, například v knize Diary of Light 1912–1985. Kertész dále v roce 1983 dostal čestný doktorát Royal College of Art a nejvyšší francouzské státní vyznamenání Řád čestné legie v Paříži, v roce 1984 od Maine Photographic Workshop první Výroční cenu za celoživotní přínos (Annual Lifetime Achievement Award), v roce 1985 Kalifornskou cenu za vynikající přínos fotografii (Californian Distinguished Career in Photography Award) a první Výroční cenu za mistrovství ve fotografii (Annual Master of Photography Award) od Newyorské školy fotografie a čestný doktorát výtvarného umění od Parsonovy školy designu.
Metropolitní muzeum umění v New Yorku od něho v roce 1984 zakoupilo 100 fotografií, což byl doposud největší muzejní přírůstek od žijícího umělce.
Kertész zemřel pokojně ve spánku doma dne 28. září 1985. Jeho tělo bylo spáleno a popel byl pohřben společně s ostatky jeho ženy.
Během fotografické kariéry, která s přestávkami trvala více než 70 let, dosáhl Kertész mimořádných úspěchů. Byl prvním fotografem, který měl samostatnou výstavu, a jeho díla se objevila ve velkém množství výstav po celém světě. Za uznáním se vydal z rodného Maďarska a cestoval po celém světě, až jej našel ke konci svého života. Dnes je považován za jednu z klíčových postav fotožurnalistiky a fotografické eseje, ne-li fotografie jako celku.
Jeho fotografie jsou součástí sbírek Institutu umění v Chicagu, Národní galerie umění ve Washingtonu a Metropolitního muzea.

## Hodnocení kritiky

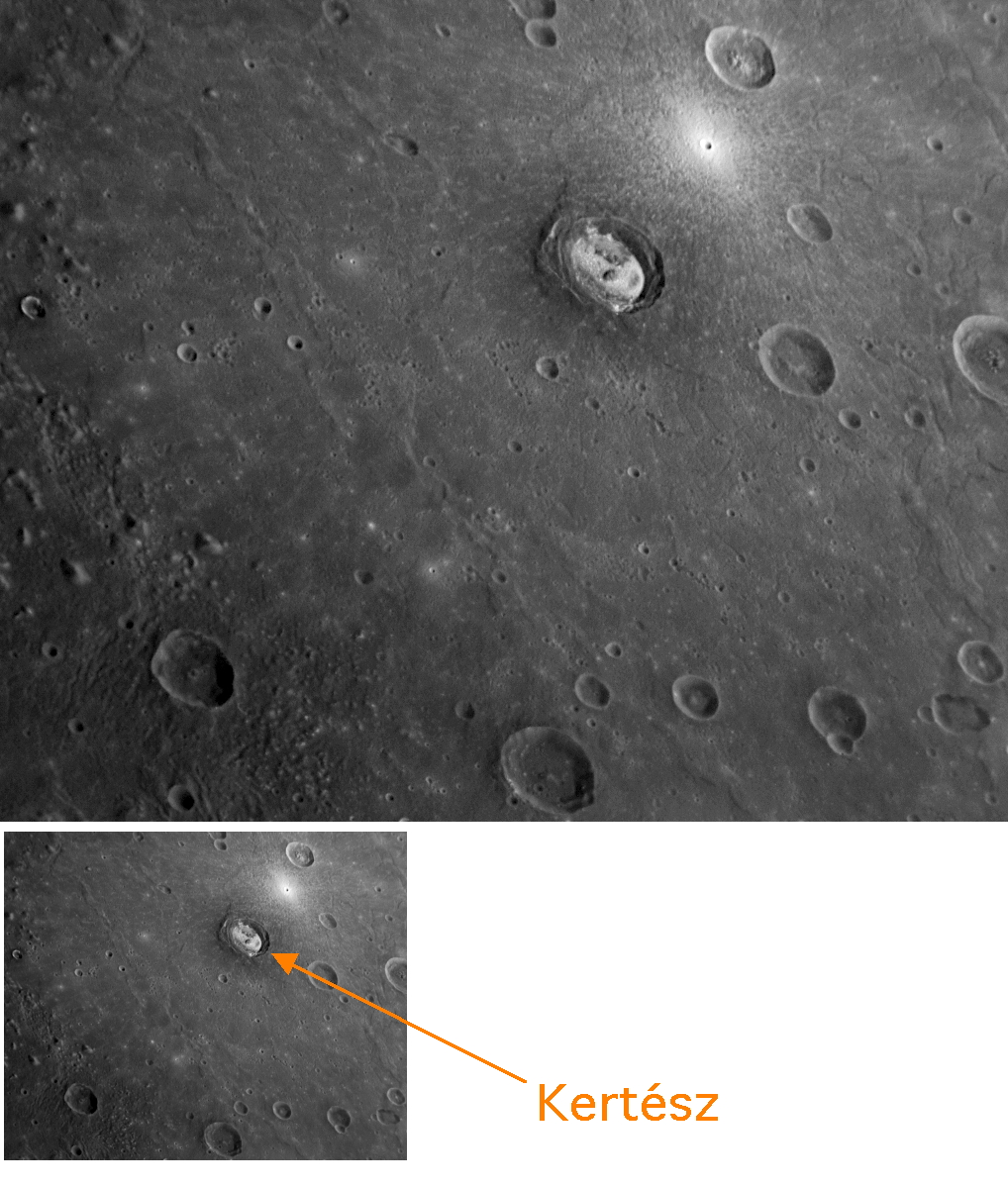
Kráter Kertész na planetě Merkur

Po většinu své kariéry byl Kertész označován jako „neznámý voják“, který pracoval v zákulisí fotografie a až do smrti v osmdesátých letech 20. století byl zřídka citován. Přestože Kertész celý život usiloval o slávu, cítil se až do konce zneuznán a i když obdržel celou řadu fotografických ocenění, měl za to, že jeho styl a jeho dílo nikdy nebyly úplně přijaty kritikou a publikem. Ačkoliv se v roce 1927 stal prvním fotografem, který měl samostatnou výstavu, prohlásil, že první pozitivní recenze jeho práce se objevily teprve s výstavou v roce 1946 v Chicagském Institutu umění. Během svého pobytu v Americe byl uváděn jako „dobře známý“ umělec, který dokáže diváka vtáhnout do svých obrazů, třebaže fotografuje témata tak hrozivá jako New York. I reprodukce Kertészových posmrtně publikovaných fotografií měly dobré recenze: „Kertész byl především důsledný umělecký fotograf.“ (Andy Grundberg)
Kertészovy snímky bývají charakterizovány především využíváním světla, sám autor řekl: „Píšu světlem“. Nikdy nechtěl „komentovat“ předměty svých děl, ale chtěl je prostě zachytit – to se často uvádí jako důvod, proč bylo jeho dílo přehlíženo; své fotografie nikdy nespojil s žádnou politickou agendou a nehlásal jimi žádnou hlubší myšlenku kromě prostého života. Otevřeně se vyhýbal politickým tématům své doby, jako byla hospodářská krize ve 30. letech nebo španělská občanská válka. Intimní výraz a nostalgický tón dodává Kertészovým fotografiím nadčasový ráz, který byl ovšem uznán až po autorově smrti. Na rozdíl od jiných fotografů umožňuje Kertészovo dílo nahlédnout do autorova osobního života, takže chronologicky dokumentuje, kde zrovna pobýval; například mnoho jeho francouzských fotografií je z prostředí z kaváren, kde trávil většinu času čekáním na uměleckou inspiraci.
Dnes je Kertész často považován za otce fotožurnalistiky. Řada fotografů označuje jeho dílo za inspirativní a Henri Cartier-Bresson o něm na začátku třicátých let řekl: „Všichni mu hodně dlužíme.“
Na počest Andrého Kertésze byl pojmenován kráter na planetě Merkur.

## Vybraná díla

### Výstavy
Tento seznam čerpá z těchto zdrojů: Capa et al, Corkin & Lifson, Könemann et al a Naef et al.
| - 1927 – Výstava třiceti fotografií bez názvu, Au Sacre do Printemps Gallery, Paříž. První samostatná výstava jednoho fotografa na světě. - 1927 – III Salon International de Fotografie v Zaragoze. - 1927 – XXIIIe Salon International de Fotografie v Paříži. - 1928 – 1er Salon Indépendant de la Photographie, Théâtre des Champs-Élysées, Paříž. - 1928 – Exposition de Photographie, Galeriee L'Epoque, Brusel. - 1928 – Mezinárodní Foto-Salon v Rotterdamu. - 1929 – Český klub fotografů amatérů v Praze. - 1929 – Fotografie der Gegenwart v Essenu. - 1929 – Mezinárodní výstava Film a Foto (FiFo) ve Stuttgartu. - 1930 – Cestovatelská show Das Lichtbild v Essenu a Mnichově. - 1930 – Primer Salon Annual de Fotografia v Buenos Aires. - 1930 – 11. Salon de l'Araignée, G. L. Manuel Freres Gallery, Paříž. - 1930 – Photographies d'aujourd'hui, d'Art Contemporain Gallery, Paříž. - 1931 – Deuxieme Groupe de Photographes, d'Art Contemporain Gallery, Paříž. - 1931 – Association Belge de Photographie, Salon de Photographie, Brusel. - 1931 – Photographies d'aujourd'hui, d'Art Contemporain Gallery, Paříž. - 1931 – Neue Sportbauten, Höhere Graphische Bundes- Lehr- und Versuchsanstalt, Vídeň. - 1931 – An Exhibition of Foreign Photography, Art Center, New York. - 1932 – Palais des Beaux-Arts, Internationale de la Photographie, Brusel. - 1932 – Modern European Photography, Julien Levy Gallery, New York. - 1932 – International Photographers, Brooklynské muzeum, New York. - 1932 – Modern Photography, Albright Art Gallery, Buffalo, New York. - 1932 – Výstava bez názvu, Museum Fokwang, Essen. - 1933 – Deuxieme Exposition Internationale de la Photographie et Cinema, Brusel. - 1933 – Groupe Annuel des Photographes, Galerie de la Pléiade, Paříž. - 1933 – The Modern Spirit in Photography, Královská fotografická společnost Velké Británie, Londýn. - 1934 – Výstava bez názvu, Leleu's Studio, Paříž. - 1934 – Groupe Annuel des Photographes, Galerie de la Pléiade, Paříž. - 1934 – Exposition de la société des artistes photographes, Studio Saint-Jacques, Paříž. - 1934 – The Modern Spirit in Photography and Advertising, Královská fotografická společnost Velké Británie, Londýn. - 1935 – Výstava bez názvu, Galerie de la Pléiade, Paříž. | - 1936 – Exposition Internationale de la Photographie Contemporaine, Muzeum dekorativního umění, Paříž. - 1937 – Photography 1839–1937, Muzeum moderního umění, New York. - 1937 – Výstava bez názvu, P M Gallery, New York. - 1937 – Pioneers of Modern French Photography, Julien Levy Gallery, New York. - 1942 – Image of Freedom, Museum of Modern Art, New York. - 1946 – Výstava bez názvu, Institut umění v Chicagu. Toto byla Kertészova první samostatná výstava v USA, kterou Kertész často zmiňuje jako jednu z jeho nejlepších chvil v Americe. - 1963 – Výstava bez názvu, Modernage Photo Lab, New York. - 1963 – André Kertész, Francouzská národní knihovna, Paříž. - 1964 – André Kertész, Photographer, Muzeum moderního umění (MoMA), New York. - 1967 – The Concerned Photographer, Riverside Museum, New York. Výstava později cestovala napříč světem, včetně Tokia. - 1970 – Expo 70, pavilón USA, Ósaka. - 1971 – Samostatná výstava bez názvu, Maďarská národní galerie, Budapešť. - 1971 – Samostatná výstava bez názvu, Moderna Museet, Stockholm. - 1972 – Samostatná výstava bez názvu, Valokuvamuseon, Helsinky. - 1977 – André Kertész, Pompidouovo centrum, Paříž. - 1978 – André Kertész, Silver Image Gallery, Seattle (Poster published) - 1979 – André Kertész, Serpentine Gallery, Londýn. - 1982 – André Kertész, Master of Photography, Chryslerovo muzeum umění, Virginie. - 1985 – André Kertész: Of Paris and New York, Institut umění v Chicagu, Chicago. - 1985 – Výstava bez názvu, Printemps, Tokio. - 2003 – André Kertész: The New York Period 1936–1985, Bruce Silverstein Gallery, New York. - 2005 – The Early Years, Bruce Silverstein Gallery, New York. - 2005 – André Kertész, Národní galerie ve Washingtonu, Washington. - 2007 – The Polaroids, Bruce Silverstein Gallery, New York. - 2010/2011 – André Kertész, Galerie nationale du Jeu de Paume, Paříž. |